# 丁酰辅酶A脱氢酶
短链酰基-CoA脱氢酶(又称丁酰-CoA脱氢酶，丁酰-CoA脱氢酶，丁酰脱氢酶，不饱和酰基-CoA还原酶，乙烯还原酶，烯酰 - 辅酶A还原酶，不饱和酰基辅酶A还原酶，丁酰辅酶A脱氢酶，短链酰基辅酶A脱氢酶，短链酰基辅酶A脱氢酶）是一种是一种具有系统名称的短链酰基-CoA：电子转移黄素蛋白2,3-氧化还原酶。该酶催化下列化学反应
短链酰基-CoA +电子传递黄素蛋白{\displaystyle \rightleftharpoons }短链反式-2,3-脱氢酰基-CoA+脱电子传递黄素蛋白
这种酶含有FAD作为辅酶。